# 검객 산지니
《검객 산지니 시리즈》는 비유엠 영화 제작소의 영화 시리즈로, 1991년 《도시에 나타난 검객 산지니》로 시작하여 3탄인 《서커스단에 나타난 검객 산지니》까지 나왔으며 1탄은 시리즈 중 유일하게 상.하로 나뉘었고 3탄(서커스단에 나타난 검객 산지니)은  1탄(도시에 나타난 검객 산지니)부터 메가폰을 잡아 온 이한열 감독 대신  1989년에  성애영화를 가장 많이 만든 사람이었으나 비중있는 작품이 아니라는 평가를 받기도 한 사람이자 반달가면 5탄(환상의 용사 반달가면) 메가폰을 잡은 임정수 감독이 연출을 맡으면서 조정현 (검객 역), 이정희(산지니 어머니 역) 외의 배우-주요 스태프들이 대거 교체됐는데 7탄까지 기획되었지만 엔딩의 부자연스러움 탓인지 3탄이 검객 산지니 시리즈 마지막이  됐다.

## 시리즈 목록
- 《도시에 나타난 검객 산지니》- 1991년 : 조정현, 주민준
- 《항구에 나타난 검객 산지니》- 1991년 : 조정현, 주민준
- 《서커스단에 나타난 검객 산지니》- 1992년 : 조정현, 김동욱

## 같이 보기
- 슈퍼 홍길동 시리즈
- 반달가면